# Слепова, Елена Николаевна
Елена Николаевна Слепова (15 июня 1949 года, Москва, СССР) — фигуристка из СССР, серебряный призёр чемпионата СССР 1965 года, участница чемпионата мира 1965 года в женском одиночном катании. Позднее выступала также в танцах на льду с Александром Трещёвым.
Фигурным катанием начала заниматься в 1954 году. Мастер спорта СССР. Окончила в 1976 году МОГИФК.

## Спортивные достижения
| Соревнования/Сезоны | 1965 |
| ------------------- | ---- |
| Чемпионаты мира     | 17   |
| Чемпионаты СССР     | 2    |